# Кравченко, Леонид Гаврилович
Леонид Гаврилович Кравченко (21 августа 1913 — 5 марта 1984) — советский партийный деятель.

## Биография
Родился 21 августа 1913 году в селе Мошны на Киевщине.

### Образование
- Городищенский сельскохозяйственный техникум (1933)
- Учительский институт (заочно)
- Педагогический институт, исторический факультет

### Деятельность
В 1933—1940 — агроном машинно-тракторной станции, на комсомольской работе, учитель, на партийной работе на Кировоградщине
В 1940—1941 на партийной работе в Черновицкой и Станиславской областях
С 1941 — начальник Политического отдела машинно-тракторной станции Чкаловской области
С 194? по 1945 — 1-й секретарь районного комитета ВКП(б) по Чкаловской области
С 1945 по 1955 — на руководящих должностях в Черновицкой и Станиславской областях
С 1955 — секретарь Кировоградского областного комитета Компартии Украины
С 1955 — 01.1963 — 2-й секретарь Кировоградского областного комитета Компартии Украины
С 21.01.1956 — 15.03.1966 — член Ревизионной комиссии Компартии Украины
С 01.1963 — 12.1964 — председатель промышленного исполкома Кировоградского областного Совета
С 12.1964 — 1973 — секретарь Кировоградского областного комитета Компартии Украины.
С 1973 — на пенсии

## Награды
- орден Знак Почета
- орден Ленина

## Ссылка
- Справочник по истории Компартии и Советского Союза